# Aloiza Zacharska-Marcolla
Aloiza Zacharska-Marcolla (ur. 22 lipca 1926 w Brześciu nad Bugiem, zm. 14 czerwca 2020 w Opolu) – polska malarka i nauczycielka.

## Życiorys
W latach 1948–1954 studiowała na Akademii Sztuk Pięknych w Krakowie pod kierunkiem Czesława Rzepińskiego, Zbigniewa Pronaszki, Emila Krchy i Hanny Rudzkiej-Cybis. Pod kierunkiem tej ostatniej obroniła pracę magisterską.
W 1956, korzystając z „akcji osiedleńczej twórców na Ziemiach Zachodnich”, trafiła do Zielonej Góry. W 1967 zamieszkała w Opolu.
Tworzyła obrazy sztalugowe, zajmowała się grafiką książkową. W latach 1969–1975 zajmowała się projektowaniem i wykonywaniem malarstwa ściennego. Jej prace można znaleźć w Opolu, Strzelcach Opolskich, Blachowni Śląskiej, Prudniku. Jednocześnie uczyła przedmiotów plastycznych w Studium Nauczycielskim w Zielonej Górze (1959–1965). W latach 1970–1984 prowadziła pracownię malarstwa w Państwowym Liceum Sztuk Plastycznych w Opolu.
Brała udział w kilkunastu wystawach zbiorowych w kraju i za granicą. Jej prace wystawiano na kilku wystawach indywidualnych. Często ją wyróżniano i nagradzano. Przekazała swoje prace wielu instytucjom (m.in. Muzeum Śląska Opolskiego i Galerii Sztuki Współczesnej w Opolu).
Była żoną malarza Antoniego Marcolli (1912–1996).

## Odznaczenia
- Złoty Krzyż Zasługi (1978)
- Zasłużony Działacz Kultury (1978)
- Zasłużonemu Opolszczyźnie (1979)
- Za zasługi dla Miasta Opola (1979)
- Krzyż Kawalerski Orderu Odrodzenia Polski (1984)
- Złota Odznaka ZPAP (1993)
- Zasłużony Obywatel Miasta Opola (2004)[1][4].